# Pacôme de Champignac
Ne doit pas être confondu avec Côme de Champignac.
Pour la série de BD, voir Champignac.
Pacôme Hégésippe Adélard Ladislas, comte de Champignac est un personnage de fiction créé par André Franquin et Henri Gillain dans la série de bande dessinée Spirou et Fantasio en 1950.

## Biographie fictive
Il semble que le comte ait toujours été un génie. Dès la maternelle, il construit son premier ordinateur.
À l'université il rencontre Zorglub et Miss Flanner, deux condisciples extrêmement doués. Zorglub devient ami de Pacôme et vit une idylle avec Miss Flanner. Mais les trois individualités ont des ambitions divergentes. Zorglub est obsédé par le pouvoir et Miss Flanner cherche à satisfaire son égoïsme surdimensionné. Ainsi, la vie les pousse à devenir adversaires.
Dans Il y a un sorcier à Champignac (1950) il affirme être un septuagénaire rhumatisant, ce qui le ferait naître dans les années 1880 ; sa chevelure est brune dans Champignac (2019) où il serait donc quinquagénaire, mais blanche dans les autres albums où il est plus âgé.
Pendant la Seconde Guerre mondiale, à Bletchley près de Londres, Champignac participe au décryptage de la machine allemande à coder Enigma auprès d'Alan Turing, vit une idylle avec miss Mac Kenzie et croise Churchill.
Champignac rencontre Spirou et Fantasio alors que ceux-ci enquêtent sur un « mystérieux sorcier » qui trouble le village de Champignac-en-Cambrousse. Ce sorcier, c'est le comte. Il se lie d'amitié avec ces jeunes garçons pleins d'énergie et vit avec eux de nombreuses aventures.
Il héberge le Marsupilami dans le parc de son château, jusqu'au retour en Palombie de l'animal. C'est aussi avec Spirou et Fantasio qu'il est confronté aux projets mégalomanes de son ancien condisciple Zorglub, avec qui il finit par se reconcilier.

## Description

### Physique
Pacôme est un vieillard assez grand et mince, moustachu et affublé d'un long menton en pointe qui se réduit progressivement au fil des épisodes, au contraire à ce qui se passe dans la vraie vie. Sa chevelure mi-longue flotte en arrière. Au cours de ses premières apparitions dans la série, Champignac porte des besicles. Cet accessoire de vue disparaît au premier quart de l'épisode Le Repaire de la murène. Cette disparition est compensée par une légère modification graphique de son visage : avec leur blanc agrandi (et leur paupière tombante) ses yeux deviennent globuleux.
Ses lorgnons reviendront sporadiquement, surtout lorsqu'ils témoigneront d'une activité de lecture ou d'étude attentive ; par exemple dans Les Pirates du silence, planche 20 (page 36 de l'album) ; ou bien d'une façon plus persistante, comme dans Le Voyageur du Mésozoïque, de la planche 3 à la planche 10 (pages 7 à 19 de l'album).

### Personnalité
Pacôme est un personnage original, savant, inventeur et souvent fantaisiste. Scientifique chevronné, il maîtrise un nombre impressionnant de disciplines comme la chimie, la physique, l'électronique et la biologie, particulièrement la mycologie. Il cultive une passion pour tous types de champignons à carpophore, principalement des basidiomycètes qu'il trouve dans le parc de son château et dans la commune de Champignac-en-Cambrousse dont le nom évoque ces cryptogames. Les articles de presse de l'époque relatent les expériences du mycologue réel Roger Heim, directeur du Muséum de Paris, qui testait sur lui-même, avec des effets divers, les champignons hallucinogènes, et tentait d'en extraire les produits biochimiques : les recherches de Pacôme sur les champignons lui permettent de réaliser des découvertes scientifiques extraordinaires, mais qui peuvent s'avérer dangereuses si elles tombent entre de mauvaises mains ou s'il commet des erreurs, comme dans La Peur au bout du fil où on le voit sombrer dans une folie furieuse. Un des premiers produits qu'il parvient à élaborer, baptisé X1, donne une force et une vitesse surhumaines à celui qui en reçoit une injection : Fantasio est, malgré lui, le premier cobaye à tester le X1. Le X2, lui, fait vieillir de soixante-dix ans en une heure. Le X4 (qui devient X3 dans La Jeunesse de Spirou) stimule les capacités mémorielles et plus généralement cérébrales.
Champignac n'est pas seulement un fabuleux biochimiste, mais aussi un ingénieur hors pair : dans Le Repaire de la murène, il conçoit et réalise un véhicule sous-marin permettant d'aller à plus de 200 mètres de profondeur, ce qui à l'époque était un exploit, comme en témoignent les articles de presse concernant la « soucoupe plongeante » (1959). Il fabrique également de nombreux petits gadgets qui s'avèrent souvent indispensables à Spirou et Fantasio pour atteindre leurs buts.
Une autre de ses innombrables trouvailles, et pas des moindres, est un œuf de dinosaure conservé intact dans le froid polaire qu'il parvient à réchauffer et à faire éclore. Champignac a aussi collaboré à l'OMS.
À partir de Paris-sous-Seine de Morvan et Munuera, il apprend à Spirou et Fantasio qu'il prend sa retraite des inventions abracadabrantes. Le personnage se consacre désormais uniquement à créer des inventions dans des buts strictement humanitaires. Le personnage change donc de rôle, même s'il avait déjà fait quelques pas dans cette direction, notamment dans Gare au cliché !, une courte aventure réalisée par Tome et Janry.
Dans la série Spirou et Fantasio, le comte de Champignac, relativement posé à leur première rencontre, devient de plus en plus énergique, capable de se mettre dans des rages folles face aux prétentions mégalomanes de Zorglub, dans les albums qui sont consacrés à ce personnage. Cependant il ne lui en tient pas rigueur et après son repentir, ils redeviennent amis. Accompagnant de plus en plus Spirou et Fantasio dans leurs aventures, c'est un baroudeur courageux et sportif, on a plusieurs fois l'occasion de s'en rendre compte. On le voit d'ailleurs en joueur de tennis (amateur) dans la ville de Magnana Les Voleurs du marsupilami, planche 26.
Même en colère, le comte s'exprime toujours dans un français distingué, châtié, mais sans ostentation, où abondent les expressions un peu désuètes. Il emploie volontiers le passé simple à l'oral. Ses jurons familiers sont « sapristi », « sabre de bois » et « sac à papier ».

### Habitat

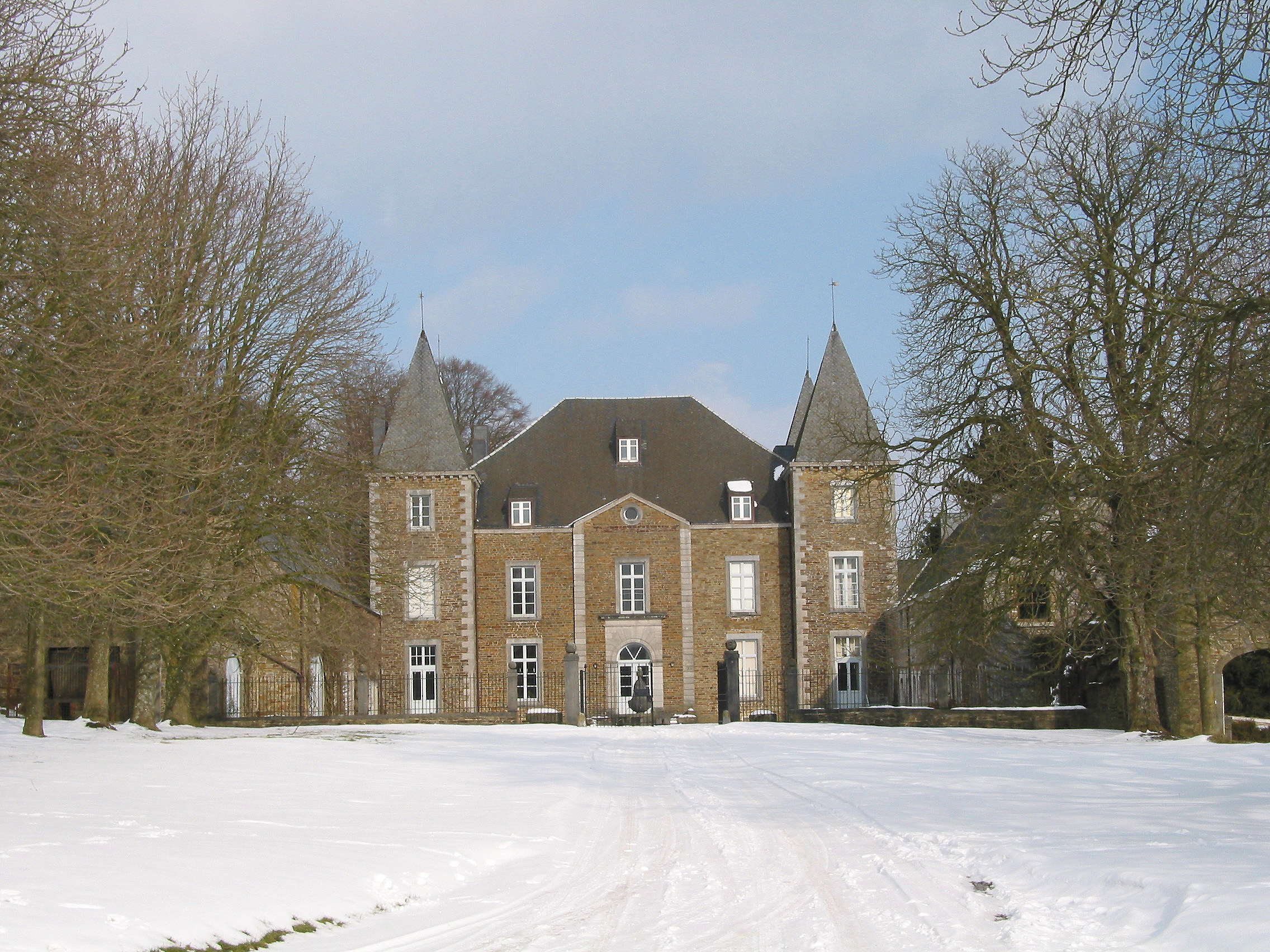
Château de Skeuvre.

Le comte réside à Champignac-en-Cambrousse, au château de Champignac d'où il tire son titre-patronyme, ce qui suggère un enracinement multiséculaire dans l'aristocratie locale. Dans les premiers albums, alors qu'il est âgé, il y vit seul, sans aucun domestique, et visiblement ne se préoccupe guère de l'entretien de l'édifice, quelque peu délabré, où règne un grand désordre et où le mobilier est en mauvais état. Toutefois dans Champignac (2019), alors qu'il est quinquagénaire, il a une gouvernante prénommée Nicolette.
Cette demeure, d'un style Louis XIII très sobre, a été inspiré à Franquin par le château de Skeuvre, situé en Wallonie sur la commune de Hamois, entité de Natoye, dans la province de Namur. Le château de Champignac est le lieu ou le point de départ de nombreuses aventures de Spirou et Fantasio, comme Moulinsart l'est pour Tintin et Haddock.

### Famille
La famille du comte comprend :
- Côme de Champignac, trisaïeul du comte, décédé en 1829, qui a inventé la photographie[7].

- L'épouse de Champignac, dont on ignore l'identité et la destinée (est-il divorcé ? séparé ? veuf ?). Il l'évoque devant Spirou pour sa façon de lui réclamer des inventions[8]. Deux personnages féminins de l'album Champignac (2019) sont susceptibles d'avoir épousé le comte ou d'avoir vécu en ménage avec lui : sa gouvernante Nicolette, très familière et qui l'appelle par son prénom, et miss Mac Kenzie, décrypteuse écossaise avec laquelle il vit une idylle en Grande-Bretagne ; on imagine plus facilement la gouvernante belge s'occupant quotidiennement de Champignac (comte et château), plutôt qu'une décrypteuse d'outre-Manche[2].

- Aurélien de Champignac, le neveu du comte venu du futur, qui se révèle être le digne héritier de son oncle : il a inventé une machine à voyager dans le temps. Il est très énergique pour son âge bien qu'il se montre moins sûr de lui que Pacôme de Champignac[9].

### Inventions
- Le X1, produit qui donne une force surhumaine (Il y a un sorcier à Champignac).
- Le X2, potion qui peut faire vieillir de 70 ans en une heure (Il y a un sorcier à Champignac).
  - un antidote à celui-ci, mais qui peut ramener les personnes à un âge complètement incontrôlé.
- Des champignons luminescents destinés à éclairer le château (Il y a un sorcier à Champignac).
- Des pilules qui font changer la couleur de peau (Les Voleurs du Marsupilami).
- Le métomol (ou métamol), un gaz rose qui rend mous les métaux et toutes les armes métalliques. Ce gaz est utilisé avec des mitraillettes ou des bombes qui sont cependant inoffensives pour l'homme (Le Dictateur et le Champignon et Le Prisonnier du Bouddha).
- Le X4 (devenu ensuite X3 chez Tome et Janry), produit qui décuple l'intelligence (Le Repaire de la murène) mais n'est pas complètement sûr (La Peur au bout du fil).
- Un mini sous-marin et un scaphandre fonctionnant avec un nouveau mélange gazeux à base de champignons (Le Repaire de la murène et Spirou et les hommes-bulles).
- Un gaz soporifique ultra-puissant (Les Pirates du silence, même si on entrevoit déjà cette invention dans Il y a un sorcier à Champignac).
- Un vaccin issu de champignons qui rend insensible au froid (Le Voyageur du Mésozoïque et Virus).
- Un anti-Z (Z comme Zorglub) puis un anti-Z permanent (L'ombre du Z), servant tous les deux à rendre insensible à la zorglonde.
- Une moisissure qui peut détruire toute création humaine à des kilomètres à la ronde (Z comme Zorglub).
- Le dézorglhommisateur qui sert à rendre leur personnalité aux personnes robotisées par la zorglonde (L'ombre du Z).
- Une copie de la zorglonde adaptée dans un faux plâtre (L'ombre du Z).
- Un appareil photo en trois dimensions. C'est le Comte qui améliore et supprime les effets néfastes de l'invention de M. Flashback (Les petits Formats, publié dans Spirou et les hommes-bulles).
- Des champignons-feux d'artifice (dans Un Noël clandestin, publié dans Le Faiseur d'or).
- Un moteur d'automobile utilisant un champignon pour produire son carburant à partir de sucre, à raison d'un morceau de sucre aux 100 km (Du glucose pour Noémie).
- Une sonde servant à suivre la migration des oiseaux (dans Tora Torapa, cependant l'invention existe déjà, sous une autre forme, dans Z comme Zorglub).
- Une pommade à base d'extraits de champignons qui fait fuir les moustiques (dans Tora Torapa).
- Un traducteur français-ksorien lorsque des extraterrestres débarquent à Champignac (Du cidre pour les étoiles).
- L'Antivirax Panoramex, un champignon microscopique chasseur de virus (Virus).
- Le X4, un engrais miracle, la seule invention du Comte qui ne fonctionne jamais vraiment (L'Incroyable Burp, publié dans La Jeunesse de Spirou — dans cette histoire, le X4 des albums de Franquin est renommé X3).
- Un champignon très nutritif pouvant pousser n'importe où (dans Gare au cliché publié dans La Jeunesse de Spirou).
- Un rayon qui rend noire la personne touchée (Le rayon noir).
- Une machine destinée à transformer l'eau en glace (Paris-sous-Seine).
- Le Nebulozitor qui, au contraire, transforme l'eau en vapeur et permet de déplacer les nuages ainsi formés (Paris-sous-Seine).
- Un substitut aux mini-doses d'énergie de Zorglub, à base d'un champignon : le Boletus Gahwa (Les Marais du temps).
- Une bouillie de fistuline qui crée une nouvelle peau pour les grands brûlés. On se débarrasse de l'ancienne en muant un peu comme les serpents (Le Tombeau des Champignac).
- Les pacophones, sorte de mini-téléphone portable servant à communiquer avec la personne qui possède l'autre exemplaire (Le Tombeau des Champignac).
- L’aspiratempus, une machine à voyager dans le temps qui aspire la matière d'un objet et renvoie l'utilisateur au lieu et au jour où il l'a touché pour la première fois (Aux sources du Z).
- Le X5, une formule de décroissance destinée à faire disparaître la jungle de Champignac (Alerte aux Zorkons), elle-même créée par un mélange de moisissures, du X1 et du X2.

## Création du personnage
Du comte de Champignac, Franquin dit : « De tous mes personnages, celui que je regrette le plus, c'est le comte de Champignac. Il était mon idéal, mon protecteur ».

### Le nom
Le nom « Champignac » aurait été suggéré par Raymond Côme, artiste, peintre, dessinateur et photographe.

## Œuvres où le personnage apparaît

### Bande dessinée
- Spirou et Fantasio (Dupuis, 1948)
- Le Spirou de… (Dupuis, 2006)[11]
- Champignac (Dupuis, 2019)

### Conte audio
Les disques Ades, dans la collection « Le petit ménestrel », publièrent dans les années 1980 plusieurs contes audio des aventures de Spirou et Fantasio :
- Le Dictateur et le Champignon (1983, 33 tours, 45e anniversaire de Spirou)
- Le Repaire de la murène (1983, 33 tours, 45e anniversaire de Spirou)

### Séries animées
- Spirou (52 épisodes, Michel Gauthier, 1992-1995) avec Vincent Ropion
- Spirou et Fantasio (26 épisodes, Daniel Duda, 2006) avec Laurent Vernin

### Autres
Le Comte de Champignac est le personnage de l'une des attractions du Parc Spirou, intitulée Aéro Champignac, détournement de chaises volantes sur le thème des champignons.